# 斎田功太郎
斎田 功太郎（さいた/さいだ こうたろう、1859年12月28日（安政6年12月5日）- 1924年（大正13年）1月22日）は、日本の植物学者である。

## 経歴・人物
信濃松代藩士の長男として生まれ、同藩の文武学校で漢籍や和算を学ぶ。その傍らで家計のために樵夫と共に田野の耕しに携わり、木版彫刻も習得した。明治維新後の1874年（明治7年）に上京し、訓蒙学舎で学んだ後に同人社に入る。その後は東京大学予備門の前身である官立東京英語学校に入学し、1881年（明治14年）に卒業した後に旧制東京大学（後の東京帝国大学）地質学科に入学した。後に植物学科に転籍し、1886年（明治19年）に卒業した後に東京高等師範学校に勤務する。
翌1887年（明治20年）には同学校の教授となり教鞭を執り、1890年（明治23年）には水産藻類の研究に携わったことで大学院卒業生では日本初の理学博士を取得した。1897年（明治30年）には離日し、留学のためドイツで病理学や細菌学、生理学等を学ぶ。1901年（明治34年）に帰国後は東京女子高等師範学校（現在のお茶の水女子大学）の教授としても活動し、同学校に勤務する中等教員の育成に尽力した。また晩年は内国勧業博覧会の審査委員としても活動した。

## 著書

### 自著
- 『小動物学』
- 『大日本普通植物誌』

### 共著
- 『最新図説内外植物誌』（佐藤禮介との共著）
- 『植物学字彙』（大久保三郎、染谷徳五郎との共著）